# Daegustadion
Het Daegu Stadion (ook wel Daegu Blue Arc Stadium of Daegu World Cup Stadium genoemd) is een stadion in Daegu, Zuid-Korea. Het stadion is geopend in 2001 en kan 66.422 toeschouwers herbergen. Hiermee was het stadion het grootste van het wereldkampioenschap voetbal 2002 in Zuid-Korea, dat samen met Japan werd georganiseerd. In het stadion werden in 2011 de wereldkampioenschappen atletiek georganiseerd.
Vaste bespeler van het stadion is Daegu FC, een voetbalclub die uitkomt in de K-League. Ook wordt in het stadion jaarlijks de Colorful Daegu Championships Meeting gehouden, een atletiekwedstrijd onderdeel van de IAAF World Challenge.

## WK interlands
| №  | Datum        | Wedstrijd                     | Uitslag | Competitie | Toeschouwers |
| -- | ------------ | ----------------------------- | ------- | ---------- | ------------ |
| 1. | 6 juni 2002  | Denemarken – Senegal          | 1 – 1   | WK 2002    | 43.500       |
| 2. | 8 juni 2002  | Zuid-Afrika – Slovenië        | 1 – 0   | WK 2002    | 47.226       |
| 3. | 10 juni 2002 | Zuid-Korea – Verenigde Staten | 1 – 1   | WK 2002    | 60.778       |
| 4. | 29 juni 2002 | Zuid-Korea – Turkije          | 2 – 3   | WK 2002    | 63.483       |